# Until Death
Until Death è un film del 2007, diretto da Simon Fellows, con protagonista Jean-Claude Van Damme.

## Trama
15 gennaio 2006: è in corso un'operazione anti-droga da parte della polizia di New Orleans, l'obiettivo del detective Anthony Stowe è di arrestare Gabriel Callaghan, un suo ex collega ora trafficante di stupefacenti. Fuori dall'albergo dove sta avvenendo l'incontro tra Callaghan e alcuni agenti infiltrati, Anthony Stowe attende in macchina insieme a degli altri uomini in borghese, mantenendo un contatto radio con loro. Ma quando sente dire Callaghan che vuole vedere la ragazza spogliata capisce che lo spacciatore li ha scoperti. Esce dalla macchina, ferma un camion, salta sopra e si arrampica sul balcone dell'albergo. Entra nella stanza dell'operazione e fa fuoco uccidendo diversi uomini, ma anche trovando i corpi senza vita dei suoi colleghi. Sale sul tetto di corsa nella speranza di vedere che strada abbia preso Callaghan, senza però riuscirvi. E quando i colleghi gli chiedono perché sia entrato prima del previsto, risponde che Callaghan, in fatto di donne, mostra interesse solo per le bionde. All'uscita dell'albergo Stowe aggredisce un poliziotto giovane per aver perso il contatto radio con gli agenti infiltrati. Successivamente discute del caso con il capitano Mac, e scopre che mentre era in corso l'operazione non solo si è spenta la trasmittente, ma è anche scomparsa la telecamera sull'altro poliziotto. Stowe decide di interrogare un ragazzo arrestato sempre la notte dell'operazione, il quale non è altro che un piccolo trafficante; e che si trovava lì per motivi familiari. Più tardi un collega di Stowe gli parla al riguarda del ragazzo; gli dice che è suo nipote e chiede a Stowe di far sparire delle prove perché con l'accusa di spaccio il ragazzo non potrà andare al college. In seguito, nel dipartimento, il collega Van Huffel, fidanzato di una delle vittime dell'operazione anti-droga, lo provoca per aver mandato la sua ragazza senza armi e di essere entrato lui armato. A questo punto i due fanno una rissa e i poliziotti che assistono separano i due litiganti, e nell'andarsene Stowe rinfaccia a Van Huffel di non aver preso il posto dell'altro collega deceduto.
Giunta sera Stowe entra in un locale a bere qualcosa, e con una corteggiatrice ha un violento rapporto sessuale. Più tardi si reca al locale dove l'aspetta la moglie Valerie, e quest'ultima gli dice di aspettare un figlio che però non è suo. Anthony, pensando che sua moglie aspetti un figlio da Callaghan, accusa la moglie che gli ridà l'anello matrimoniale andandosene.
Ma questi non sono gli unici drammi; Stowe è un detective della narcotici ma anche un consumatore di eroina. Ad Anthony Stowe ogni cosa sembra andare per il verso sbagliato.
Il giorno dopo al dipartimento il poliziotto che aveva chiesto il favore di far sparire le prove di spaccio del nipote, ubriaco e armato crea il panico nell'edificio. Dice di voler parlare con Stowe, così quando quest'ultimo si presenta gli espone la sua drammatica situazione; infine depone le armi e viene arrestato. A questo punto Mac gli dice che hanno rintracciato una mail di Callaghan a un tizio di nome Lawrence che di mestiere fa la guardia giurata. Stowe si reca all'appartamento dove vive Lawrence e cerca di farsi dare delle informazioni sebbene si rifiuti. Lawrence cerca di ucciderlo ma Stowe apre il fuoco, e degli uomini di Callaghan fanno irruzione uccidendo Lawrence e la moglie. Portano Anthony in una stanza accanto, lo sdraiano su una panca per sollevamento pesi, lo legano con del nastro adesivo, e lo picchiamo, ma l'intervento di Jimmy lo salva.
Una sera Anthony, in preda alla disperazione, entra in un bar con l'intento di ubriacarsi, ma qualcosa va storto come al solito; un gruppo di killer fa irruzione nel bar con l'intento di ucciderlo, ma il poliziotto li fa fuori quasi tutti; nell'uscire dal locale viene colto di sorpresa da Jimmy, uno scagnozzo di Callaghan, che gli passa le manette intorno al collo e si lega al paraurti di un'auto. Anche Callaghan è presente in quel momento, e dice ad Anthony di essersi fatto sua moglie. Jimmy spara un colpo in testa a Stowe; ma all'arrivo della polizia si fa saltare la mano che si era ammanettato e fugge via. L'ambulanza porta Anthony all'ospedale dove cercano di salvarlo, e i medici scoprono che dalle punture sul braccio che Anthony è un eroinomane. La moglie di Stowe chiede ai medici quante siano le possibilità che Anthony si riprenda completamente dal coma, ma i medici gli comunicano che non ci sono possibilità. E anche quando al distretto ripuliscono l'ufficio di Stowe trovano una siringa. Van Huffel vorrebbe riferirlo ai federali, ma Mac gli consiglia di non farsi sopraffare dalle emozioni.
Sei mesi dopo, mentre Valerie è impegnata a festeggiare col nuovo fidanzato, Anthony piano piano si riprende dal coma. Mac chiede a Valerie di ospitarlo nella loro casa, anche se Valerie si oppone dal momento che stanno per avere il divorzio, ma capisce di non avere alternative.
Nel frattempo gli omicidi da parte di Callaghan continuano. Anthony piano piano riprende i sensi, e una notte anche lui rischia di diventare una vittima, con un agente corrotto che dovrebbe pattugliare la sua casa e invece cerca di ucciderlo; ma Anthony riesce a difendersi rompendogli un bicchiere di vetro in testa. Anthony decide di andare al vecchio distretto dove lavorava, e i tutti i colleghi lo accolgono con affetto, compreso Van Huffel. Ma quando chiede al Capitano Mac di voler tornare quest'ultimo gli risponde che dopo quanto è stato trovato nella sua scrivania ciò non è possibile. Stowe torna a casa e vede la moglie fare effusioni amorose col nuovo amante. Stowe si scusa per l'intrusione, ma l'amante della moglie umilia Anthony dandogli dello stupido e rinfacciandogli il fatto che si sia meritato le cose che gli sono accadute. In seguito Anthony va dal poliziotto che si è dovuto congedare, e gli offre i soldi dell'assicurazione che gli ha dato la polizia per l'incidente che ha avuto, dichiarando che a lui non servono tutti quei soldi.
Un giorno Valerie prende la sua roba per andare a vivere con l'amante, Anthony la chiama al cellulare ma lei non risponde. Trova un biglietto con su scritto il nuovo indirizzo dove vive, e si reca in macchina al condominio, ma scopre che Valerie è tornata da lui. Nel frattempo Valerie torna alla casa e degli uomini di Callaghan la sequestrano. Quando Stowe arriva trova il ragazzo senza la mano presente la sera in cui era stato ferito alla testa. Questi lo porta in un gigantesco capannone dove è presente il suo vecchio partner Callaghan con Valerie, e diversi uomini. Callaghan gli confessa che la notte che era finito in coma gli aveva mentito sul fatto che si era fatto sua moglie, e che adesso ha intenzione di andare a vivere con lei. Inoltre non solo Callaghan gli consegna una valigetta che all'interno contiene la prova dell'omicidio dei due agenti all'inizio del film, ma gli fa sapere chi è il suo uomo all'interno della polizia, Van Huffel. 
A questo punto fa la sua comparsa anche il suo ex collega, e comincia una sparatoria alla fine della quale i due eliminano i malviventi. Stowe rincorre Callaghan, che ha preso sua moglie, fino all'uscita del capannone dove un elicottero è pronto a partire; sotto il fuoco di Antony l'elicottero decolla senza caricare Callaghan e, quando l'altro arriva, i due si puntano contro le pistole e si sparano a vicenda uccidendosi.
Nella scena finale si vede Valerie con la figlia che va al cimitero a mettere i fiori sulla tomba di Anthony Stowe.
Nella scena dopo i titoli di coda si vede il video contenuto nella borsa: i due agenti morti nell'operazione all'inizio del film erano dei corrotti, e anche Van Huffel era presente al momento del massacro della sua ragazza.

## Curiosità
- Il film è stato prodotto solamente per il mercato home-video e in Italia è uscito il 23 maggio 2007 a noleggio mentre il 4 luglio 2007 in vendita, con etichetta Mondo Home Entertainment.

- La versione statunitense e quella europea differiscono nel finale. Mentre nella versione europea Stowe e Callaghan si sparano e si uccidono a vicenda, si vedono Valerie con la figlia che si recano al cimitero e portano i fiori sulla tomba di Anthony. Mentre, nella versione statunitense, invece, Stowe spara a Callaghan e lo uccide, viene riammesso nella polizia di New Orleans, dove nell'ufficio vede il video che mostra quando i due suoi colleghi son stati uccisi, facendo capire chiaramente dai dialoghi che erano entrambe delle talpe e che Van Huffel era presente durante l'omicidio della sua ragazza. Inoltre Stowe è un uomo riformato con una vita famigliare tranquilla.